# کتی داگلاس
کتی داگلاس (انگلیسی: Katie Douglas؛ زادهٔ ۷ مهٔ ۱۹۷۹) بازیکن بسکتبال اهل ایالات متحده آمریکا است.
وی در مسابقات کشوری و بین‌المللی در مجموع برندهٔ ۱ مدال نقره شده‌است.